# Chaetodon trifasciatus
Poisson-papillon à trois bandes, Poisson-papillon délavé
Espèce
Synonymes
- Chaetodon bellus Solander, 1839
- Chaetodon layardi Blyth, 1852
- Chaetodon ovalis Thiollière, 1857
- Chaetodon pepek Montrouzier, 1857
- Chaetodon taunigrum Cuvier, 1831
- Chaetodon trifasciatus caudifasciatus Ahl, 1923
- Chaetodon trifasciatus trifasciatus Park, 1797
- Chaetodon vittatus Bloch & Schneider, 1801
- Choetodon trifasciatus (Park, 1797)
- Tetragonoptrus trifasciatus (Park, 1797)
- Tetragonoptrus vittatus (Bloch & Schneider, 1801)

Statut de conservation UICN

 LC  : Préoccupation mineure
Chaetodon trifasciatus, communément nommé poisson-papillon à trois bandes ou poisson-papillon délavé, est une espèce de poissons marins de la famille des Chaetodontidae.

## Description et morphologie
Le poisson-papillon à trois bandes est de forme ovale, très aplati latéralement, et sa taille maximale est de 15 cm - mais la taille moyenne observée est de 12 cm.
Son corps est clair (blanc bleuâtre) devenant très progressivement jaune vif vers la tête et le ventre, strié de petites bandes longitudinales bleues ou violettes. Le pédoncule caudal est orange, comme la nageoire anale. Le visage est rayé verticalement de bandes noires (la plus antérieure étant bleu sombre, allant de la dorsale au bas de l'opercule), et la bouche est sombre (parfois orangée sur le dessus). Elle est peu proéminente pour un poisson-papillon, mais protractile. Les flancs portent une courte ligne noire horizontale située aux trois quarts postéro-supérieurs. L'ensemble des nageoires et de la queue sont presque en continuité, formant un disque ovale presque régulier. À la base de la queue arrondie, le pédoncule caudal est orange, puis rayé verticalement de bandes inégales, dans l'ordre antéro-postérieur bleu, jaune, noir, jaune, blanc ; la partie la plus postérieure de la nageoire dorsale porte parfois une ligne noire à sa base. Les nageoires pelviennes sont jaune vif, l'anale orange (avec des liserés noir et jaune), les pectorales transparentes. La nageoire dorsale comporte 13-14 épines et 20-22 rayons mous, et l'anale compte 3 épines et 18-21 rayons mous.

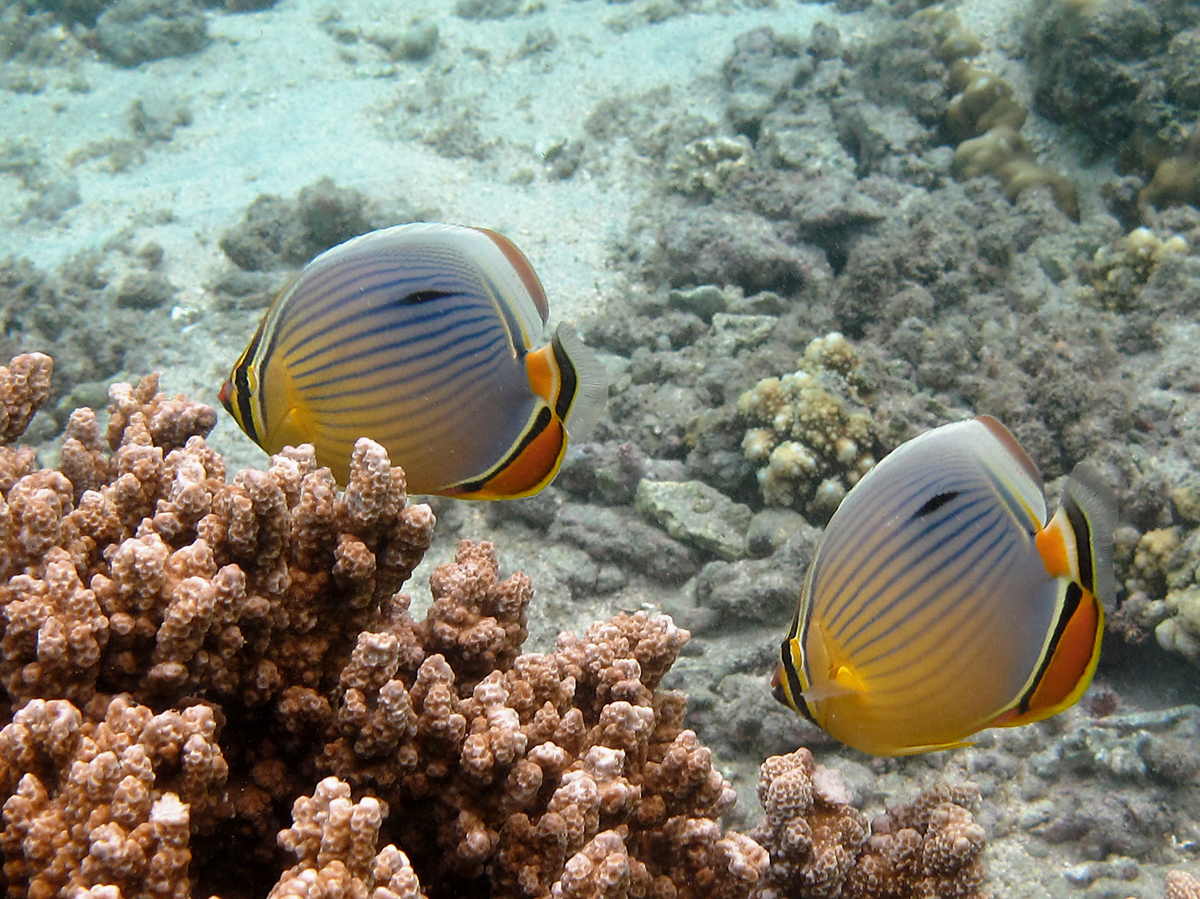
A La Réunion
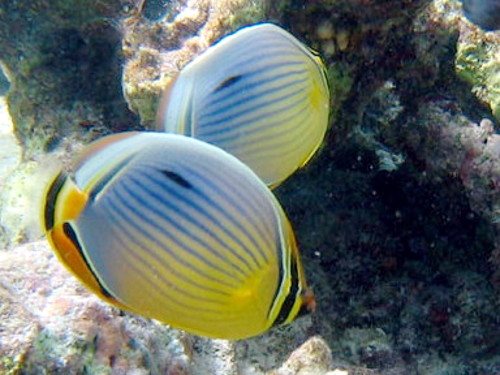
Aux Maldives
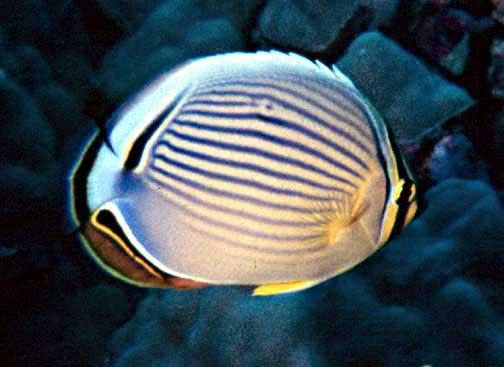

De nuit, ce poisson change légèrement de livrée, en assombrissant ses parties les plus claires, certaines zones réparties aléatoirement demeurant plus claires.
Les juvéniles n'ont qu'une seule barre noire en travers du visage, qui est uniformément jaune (il deviendra ocre chez le post-juvénile). Son corps est plus allongé, avec un triangle noir ornant le pédoncule caudal et la dorsale entièrement blanche.

## Habitat et répartition
Le poisson-papillon à trois bandes se rencontre dans tout l'océan Indien tropical, mer Rouge incluse. On le rencontre dans les récifs coralliens riches en coraux durs, entre la surface et 30 m de profondeur.

## Biologie et écologie
C'est un poisson corallien qui a une activité diurne et qui se nourrit exclusivement des polypes du corail, sans préférence particulière contrairement à son cousin Chaetodon trifascialis.
La maturité sexuelle est atteinte à 2 ans, et la reproduction a lieu à la saison des pluies. Les sexes sont séparés et les couples fidèles et sédentaires ; les œufs puis les larves sont planctoniques. Le stade larvaire est relativement long chez cette espèce, permettant un essaimage large.

## Chaetodon trifasciatuset l'Homme

### Onomastique
Le nom scientifique de cette espèce est Chaetodon trifasciatus : chaet-odon signifie « dents en forme de poils » en grec (car chez cette espèce les dents sont extrêmement fines), et tri-fasciatus signifie « trois fois rayé » en latin, en référence aux trois bandes qui barrent verticalement son visage.
En français, ce poisson est appelé « poisson-papillon côtelé indien », « poisson-papillon à trois bandes », « poisson-papillon délavé », « chétodon à trois bandes », « chétodon à nageoire rouge-orange » (à Maurice), ou encore « papillon pourpre » (aux Maldives).
Dans les autres langues, il est connu sous les noms Melon butterflyfish, redfin butterflyfish, rib butterflyfish, lineated butterflyfish, indian redfin butterfly, pinstriped butterflyfish, purple butterflyfish, rainbow butterflyfish, three banded coralfish et three-banded butterfly en Anglais, Pesce farfalla pinna rossa en Italien, Pez mariposa melón del Indico en Espagnol, Rippen falterfisch en Allemand et Drieband koraalvlinder en Néerlandais.

### Aquariophilie
Ce poisson peut vivre en aquarium, mais il est difficile à nourrir, du fait de son alimentation très spécialisée.